# Гістограма форми на основі локальної енергії
Гістогра́ма фо́рми на осно́ві лока́льної ене́ргії (англ. Local energy-based shape histogram, LESH) — це один із запропонованих описувачів зображення у комп'ютернім баченні. Його можливо використовувати для отримування опису переважної форми. Описувач ознак LESH побудовано на моделі локальної енергії сприймання ознак, докладніше див., наприклад, фазову конгруентність. Він кодує переважну форму, накопичуючи локальну енергію переважного сигналу вздовж кількох спрямувань фільтра, породжує кілька локальних гістограм із різних частин зображення/фрагмента, та з'єднує їх у 128-вимірну компактну просторову гістограму. Його розроблено так, щоби він був масштабоінваріантним. Ознаки LESH можливо використовувати у таких застосуваннях як пошук зображень на основі форми, обробка медичних зображень, виявляння об'єктів та оцінювання тривимірного положення.